# 雷震霞
雷震霞（らい しんか、1915年10月11日-1970年3月25日）は、字は紫雲、洗礼名をシモンといい、中華民国から中華人民共和国にかけてのカトリック聖職者である。カトリック汾陽教区の3代目の司教を務め、後に投獄されて、文化大革命の最中に銃殺された。

## 生涯

### 生い立ち
中華民国山西省汾陽県の山中にあるカトリック信者の村落に生まれた。幼少のころから修道生活を志し、カトリック汾陽教区が成立してから初の神学生となった。
1932年、山西省の各教区は省レベルの大神学校を成立させる計画を立て、汾阳教区の最初の十数名の学生は、太原大神学校に送られた。1939年1月15日に司祭に叙階されてからは汾陽神学校校長の職を担当し、後進の養成に力を尽くした。

### 司教叙階
1949年に、汾陽教区三代目司教に任命され、中国初代教皇大使であるアントニオ・リベリ大司教の手により、上海で司教聖別を受けた。
雷司教は才知に溢れ、その就任初期に数多くの計画をして改良を進め、教区の效率を上げた。1950年末、中国共産党政府はバチカンによる中国カトリック教会の各教区への支援を天津の会計室で凍結したため、教会は自給事業を開始した。教区では相次いで利民肥料工場、靴下工場、明明眼科診療所と三つの企業を興した。 
だが、間もなくして雷司教と教区の多くの神父は逮捕され、彼は1955年9月27日に入獄した。彼の信仰は堅固であり、少しも妥協しなかったため、党の深い恨みを買った。

### 処刑
1970年3月25日（一説には2月16日、2月26日）、雷司教と太原の郝鼐補佐司教、楡次教区の王世偉神父の三名は、数度の拡大闘争大会を経た後に公開銃殺された。
教会側は何度も名誉回復を要求したが、現在まで回答は無いままである。